# Brigitte Weninger
Brigitte Weninger (* 17. Juli 1960 in Kufstein/Tirol) ist eine österreichische Schriftstellerin.

## Leben
Brigitte Weninger absolvierte eine Ausbildung an einer Bildungsanstalt für Kindergartenpädagogik und war von 1978 bis 1998 als Kindergärtnerin in Kufstein tätig. Ab 1990 schrieb sie als freie Mitarbeiterin Beiträge für verschiedene Zeitschriften; 1995 begann sie mit dem Verfassen von Kinderbüchern. Seit 1999 lebt sie als freie Schriftstellerin in Kufstein.
Brigitte Weninger ist Verfasserin zahlreicher Kinderbücher, wobei sie meist den Text für Bilderbücher liefert. Ihre Werke wurden u. a. ins Englische, Französische, Spanische, Italienische und Niederländische übersetzt.

## Veröffentlichungen

### Eigene Bücher
- Das allerkleinste Nachtgespenst, Gossau, Zürich [u. a.] 1995 (zusammen mit Kirsten Höcker)
- Auf Wiedersehen, Papa!, Gossau, Zürich [u. a.] 1995 (zusammen mit Alan Marks)
- Pauli, du schlimmer Pauli!, Gossau, Zürich [u. a.] 1996 (zusammen mit Eve Tharlet)
- Pauli, komm wieder heim!, Gossau, Zürich [u. a.] 1996 (zusammen mit Eve Tharlet)
- Teddybär, Gossau, Zürich [u. a.] 1996 (zusammen mit Alan Marks)
- Ein Geschwisterchen für Pauli, Gossau, Zürich [u. a.] 1997 (zusammen mit Eve Tharlet)
- Lumina, Gossau, Zürich [u. a.] 1997 (zusammen mit Julie Wintz-Litty)
- Pauli, fröhliche Weihnachten!, Gossau, Zürich [u. a.] 1998 (zusammen mit Eve Tharlet)
- Pauli, wo ist Nickel?, Gossau, Zürich [u. a.] 1998 (zusammen mit Eve Tharlet)
- Der Basilisk, Gossau, Zürich [u. a.] 1999 (zusammen mit Gisela Dürr und Guido Schlaich)
- Pauli, Streit mit Edi, Gossau, Zürich [u. a.] 1999 (zusammen mit Eve Tharlet)
- Danke, gutes Brot!, Gossau, Zürich [u. a.] 2000 (zusammen mit Anne Möller)
- Danke, reines Wasser!, Gossau, Zürich [u. a.] 2000 (zusammen mit Anne Möller)
- Herzlichen Glückwunsch, Pauli!, Gossau, Zürich [u. a.] 2000 (zusammen mit Eve Tharlet)
- Luftpost für den Weihnachtsmann, Gossau, Zürich [u. a.] 2000 (zusammen mit Anne Möller)
- Was kann das sein?, Gossau, Zürich [u. a.] 2000 (zusammen mit Alexander Reichstein)
- Die Zwergenmütze, Gossau, Zürich [u. a.] 2000 (zusammen mit John A. Rowe)
- Danke, kleiner Apfel!, Gossau, Zürich [u. a.] 2001 (zusammen mit Anne Möller)
- Frohe Ostern, Pauli, Gossau, Zürich [u. a.] 2001 (zusammen mit Eve Tharlet)
- Lauf, kleiner Spatz!, Zürich 2001 (zusammen mit Julia Ginsbach)
- Ein Baby für Pauli, Gossau, Zürich [u. a.] 2002 (zusammen mit Eve Tharlet)
- Ich will nicht allein schlafen, Gossau, Zürich [u. a.] 2002 (zusammen mit Alan Marks)
- Pauli, Hilfe ein Gespenst!, Gossau, Zürich [u. a.] 2002 (zusammen mit Eve Tharlet)
- Pauli macht es wieder gut, Gossau, Zürich [u. a.] 2002 (zusammen mit Eve Tharlet)
- Pauli streitet, Gossau, Zürich [u. a.] 2002 (zusammen mit Eve Tharlet)
- Ein Tag mit Zara Zebra, Gossau, Zürich [u. a.] 2002 (zusammen mit Anna-Laura Cantone)
- Tobi und der Zankapfel, Zürich 2002 (zusammen mit Verena Ballhaus)
- Weihnachten bei Pauli, Gossau, Zürich [u. a.] 2002 (zusammen mit Eve Tharlet)
- Zara Zebra malt, Gossau, Zürich [u. a.] 2002 (zusammen mit Anna-Laura Cantone)
- Zara Zebra teilt, Gossau, Zürich [u. a.] 2002 (zusammen mit Anna-Laura Cantone)
- Zara Zebra zieht sich an, Gossau, Zürich [u. a.] 2002 (zusammen mit Anna-Laura Cantone)
- Der Zauberkristall, Gossau, Zürich [u. a.] 2003 (zusammen mit Robert Ingpen)
- Großer Pauli, kleiner Pauli, Gossau, Zürich [u. a.] 2004 (zusammen mit Eve Tharlet)
- Kind ist Kind, Kiel 2004 (zusammen mit Eve Tharlet)
- Miko, Kiel (zusammen mit Stephie Roehe)
  - 1. Mama, aufstehen! Spielen!, 2004
  - 2. Ich war's, Mama!, 2004
  - 3. Waschen? Nein!, 2004
  - 4. Hurra, Geburtstag!, 2004
  - 5. Miko und der halbe Hund, 2005
  - 6. Miko & Mimiki, Freunde!, 2005
  - 7. Miko – wo ist Mimiki?, 2006
  - 8. Miko zieht aus!, 2006
- Einer für alle – alle für einen!, Kiel 2005 (zusammen mit Eve Tharlet)
- Gute Besserung, Pauli, Gossau, Zürich 2005 (zusammen mit Eve Tharlet)
- Tiroler Sagen, Innsbruck [u. a.] 2005 (zusammen mit Jakob Kirchmayr)
- Ein Ball für alle, Kiel 2006 (zusammen mit Eve Tharlet)
- Gute Nacht, Nori, Bargteheide 2007 (zusammen mit Yusuke Yonezu)
- Nori – bye-bye, Schnuller!, Kiel 2007 (zusammen mit Yusuke Yonezu)
- Pauli Osterhase, Zürich 2007 (zusammen mit Eve Tharlet)
- Wiener Sagen, Innsbruck [u. a.] 2007 (zusammen mit Jakob Kirchmayr)
- Pauli feiert Ostern und andere Geschichten, München 2008 (zusammen mit Eve Tharlet)
- Pauli Fußballstar, Zürich 2008 (zusammen mit Eve Tharlet)
- Fang mich, Nori ... wenn du kannst!, Bargteheide 2009 (zusammen mit Yusuke Yonezu)
- Nori geht schlafen, Bargteheide 2009 (zusammen mit Yusuke Yonezu)
- Lauf, kleiner Spatz, Zürich 2010 (zusammen mit Anna Anastasova)
- Das beste Bärenbett, Baar 2011 (zusammen mit Barbara Connell)
- Pauli zieht aus, Hamburg 2011 (zusammen mit Eve Tharlet)
- Teilen macht Spaß, Bargteheide 2011 (zusammen mit Eve Tharlet)

### Herausgeberschaft
- Raoul Krischanitz: Niemand mag mich!, Gossau, Zürich [u. a.] 1999
- Hans Christian Andersen: Des Kaisers neue Kleider, Gossau, Zürich [u. a.] 2000
- Ivan Gančev: Drei kleine Kaninchen, Gossau, Zürich [u. a.] 2001
- Raoul Krischanitz: Molto, Gossau, Zürich [u. a.] 2001
- Engel, Hase, Bommelmütze, Gossau, Zürich [u. a.] 2002
- Satoshi Itaya: Großer Bär & kleiner Bär, Gossau, Zürich [u. a.] 2003
- Eve Tharlet: Noemi, kleine Gans – ganz groß, Kiel 2005
- 28 Gute-Nacht-Geschichten, Bargteheide 2007

### Übersetzungen
- Charise Neugebauer: Das schönste Weihnachtsgeschenk, Gossau, Zürich [u. a.] 1999